# Wild Side (film, 1995)
Pour plus de détails, voir Fiche technique et Distribution.
Wild Side est un film américano-britannique réalisé par Donald Cammell, sorti en 1995.

## Synopsis
Alex est une employée de banque qui travaille comme call girl pour arrondir ses fins de mois. Après être sortie avec le criminel Bruno Buckingham, elle se voit contrainte de collaborer avec le FBI qui cherche à l'arrêter. Mais Alex et Virginia, la femme de Bruno, tombent amoureuses l'une de l'autre.

## Fiche technique
- Titre original : Wild Side / Donald Cammell's Wild Side
- Réalisation : Donald Cammell
- Scénario : China Kong et Donald Cammell
- Photographie : Sead Mutarevic
- Montage : Frank Mazzola
- Musique : Ryûichi Sakamoto
- Pays de production :  États-Unis,  Royaume-Uni
- Langue originale : anglais
- Genre : drame, thriller
- Durée : 96 minutes
- Date de sortie : 
  - États-Unis : 23 avril 1995 (direct-to-video)

## Distribution
- Anne Heche  (VF : Brigitte Aubry)  : Alex Lee
- Christopher Walken : Bruno Buckingham
- Joan Chen : Virginia
- Steven Bauer : Tony
- Allen Garfield  (VF : Michel Tugot-Doris)  : Dan Rackman
- Adam Novak : Lyle Litvak
- Marcus Aurelius : Agent James Reed
- Michael Rose : Agent Morse Jaeger
- Lewis Arquette  (VF : Michel Tugot-Doris)  : le chef
- Candace Kita : Lotus Ita

## Accueil
Le film est sorti directement sur le marché vidéo.
Il recueille 60 % de critiques favorables, avec une note moyenne de 5,5/10 et sur la base de 5 critiques collectées, sur le site Rotten Tomatoes.